# Gabriel von Bonsdorff
Gabriel von Bonsdorff, född den 6 oktober 1762 i Borgå, död den 22 november 1831, var en finländsk läkare. Han var far till Johan Gabriel von Bonsdorff, bror till Jacob och Johan Bonsdorff samt farbror till Evert Julius Bonsdorff.
Bonsdorff blev 1779 student och 1782 filosofie magister i Åbo och fortsatte sina medicinska studier i Uppsala, där han 1785 blev filosofie magister. Därefter studerade han veterinärmedicin hos Peter Hernqvist i Skara. 
År 1786 blev han professor historiæ naturalis et artis veterinariæ i Åbo, för vilka ämnen en lärostol nyss förut blivit inrättad. År 1794 utbytte han denna plats mot professuren i anatomi, kirurgi och veterinärvetenskap. 
År 1815 blev han ordförande i finländska Collegium medicum, utnämndes 1817 till arkiater (första gången denna värdighet utdelades i Finland) samt adlades två år senare.

## Utmärkelser
- Sankt Vladimirs orden, fjärde klassen,  1812[3]

[Redigera Wikidata]